# Subbiano
Subbiano település Olaszországban, Toszkána régióban, Arezzo megyében. Lakosainak száma 6281 fő (2023. január 1.). Subbiano Anghiari, Arezzo, Capolona, Caprese Michelangelo, Castel Focognano, Chitignano és Chiusi della Verna községekkel határos.

## Népesség
A település lakossága az elmúlt években az alábbi módon változott:
| Lakosok száma | 6336 | 6373 | 6281 |
|               | 2017 | 2018 | 2023 |